# El Castellot de Vinyoles
El Castellot de Vinyoles és una muntanya de 1.290 metres que es troba al municipi de Ribera d'Urgellet, a la comarca de l'Alt Urgell.